# Pâncota
Pâncota is een stad (oraș) in het Roemeense district Arad. De stad telt 7199 inwoners (2002).